# 헨리 베서머

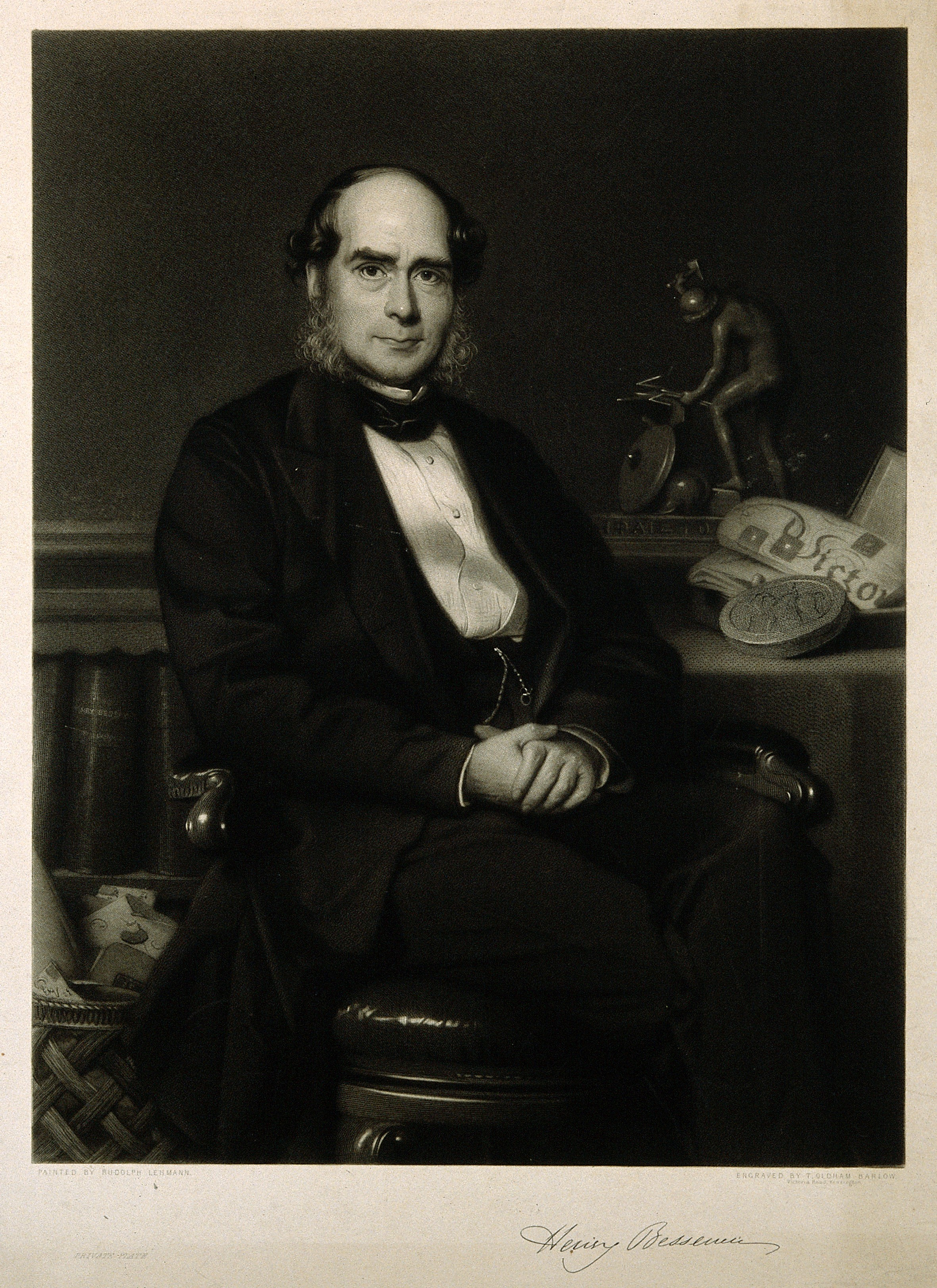
헨리 베서머의 메조틴트 초상

헨리 베서머(영어: Sir Henry Bessemer, FRS, 1813년 1월 19일 ~ 1898년 3월 15일)은 잉글랜드의 기술자이자 발명가로, 베서머 법을 발명한 것으로 잘 알려져 있다.

## 서훈
- 1879년 기사작위(Knight Bachelor) 서임[1]